# Grande Prêmio da Grã-Bretanha de 1991
Resultados do Grande Prêmio da Grã-Bretanha de Fórmula 1 realizado em Silverstone em 14 de julho de 1991. Oitava etapa do campeonato, foi vencido pelo britânico Nigel Mansell, da Williams-Renault, com Gerhard Berger em segundo pela McLaren-Honda e Alain Prost em terceiro pela Ferrari.

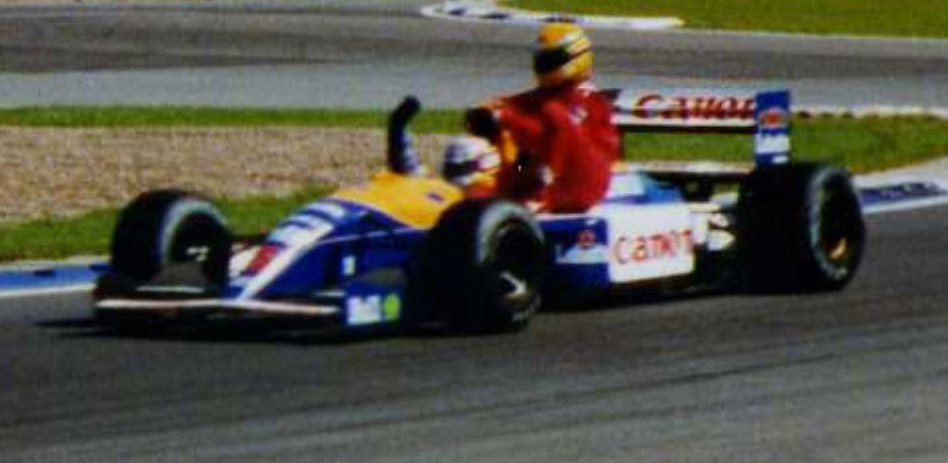
Senna pegando uma "carona" no carro de Mansell, que comemorava a vitória no GP da Inglaterra de 1991 em Silverstone.

## Resumo
A pista de Silverstone que era de alta velocidade, passa por modificações no traçado sendo de média velocidade.
Nigel Mansell era o grande favorito a corrida de Silverstone na Inglaterra, porque seu carro era um foguete a cada curva que fazia do novo traçado do circuito inglês. O Leão fez a pole com sete décimos de vantagem para Ayrton Senna. Completando os seis primeiros no grid, Riccardo Patrese, Gerhard Berger, Alain Prost e Jean Alesi. Os outros três brasileiros tiveram as suas mesmas posições da etapa da França, Nelson Piquet em sétimo, Roberto Moreno em oitavo e Maurício Gugelmin em nono.
Na largada, Senna assumiu a liderança mas foi ultrapassado por Mansell no final da reta Hangar. Berger e Patrese se chocaram, o italiano abandonou, mas o austríaco seguiu na prova. Roberto Moreno pulou em oitavo para terceiro, Berger é o quarto, Gugelmin o quinto e Prost o sexto.
Ainda nas primeiras voltas, muitas trocas de posições, Moreno e Gugelmin foram ultrapassados por Berger, Prost e Alesi. Enquanto isso, Mansell abria um segundo de vantagem por volta. Na volta 16, Alesi ultrapassou Prost e assumiu a quarta posição. Voltas depois, as duas Ferraris ultrapassarão Berger e assumirão terceiro e quarto lugares, respectivamente. Na volta 32, Alesi que era o terceiro acabou se enrolando com o retardatário Aguri Suzuki e abandonou a prova. Após a metade da prova, Mansell seguia na frente, com Senna, Berger, Prost, Gachot e Piquet.
Na volta 43, o italiano Andrea de Cesaris bateu forte na curva Bridge, mas saiu sem ferimentos graves.
Nigel Mansell seguiu tranquilo até a bandeirada e venceu pela quarta vez em casa, a segunda em Silverstone. Ayrton Senna era o segundo até a metade da última volta, quando ficou sem combustível e teve de voltar para os boxes na carona de Mansell. Aqui foi um erro do computador de bordo, já que apontava que havia combustível para o piloto brasileiro da McLaren completar a prova. Senna tinha o 2º lugar praticamente garantido, quando o carro começou a "engasgar" na reta Hangar. Ele olhou no painel e "estava tudo normal". O carro com a 6ª marcha engatada quando o motor apagou e ele perdeu duas posições terminando em 4º lugar. Esse problema ele teve também no GP da França (prova anterior). Lá foi o inverso, o computador informava que o combustível estava terminando e na verdade tinha combustível para terminá-la. Com isso, Berger ficou em segundo, Prost em terceiro, Piquet em quinto e Gachot em sexto. Mauricio Gugelmin abandonou com chassi quebrado na volta 24, e Roberto Moreno ficou com problemas na caixa de câmbio na volta 21.
Um fato curioso da prova foi que, Mansell após vencer a prova, deu uma "carona" a Ayrton Senna até o boxe, pois o McLaren do brasileiro ficou sem combustível no meio do circuito de Silverstone. Um fiscal ainda tentou impedir com o carro de Mansell já quase em movimento, mas Senna deu um empurrão e conseguiu de safar do impedimento.
Completada a primeira parte da temporada, a vantagem de Senna para Mansell que era de 25 pontos caiu para 18. Senna fica com 51 pontos, Mansell 33, Patrese 22, Prost 21 e Piquet 18.

## Sobre os treinos classificatórios
Equipes que irão disputar os treinos classificatórios: Jordan (10 pontos), Scuderia Italia (5 pontos) e Lambo (7º lugar nos Estados Unidos).
Essas três equipes irão treinar com as outras 10 nos treinos de classificação.
Equipes que irão disputar a pré-classificação: Brabham (8º lugar em San Marino e dois 11º lugares: (Estados Unidos e San Marino)), AGS (8º lugar nos Estados Unidos) e Footwork (6 provas abandonadas). Essas três equipes mais as remanescentes Fondmetal e Coloni terão que disputar a pré-classificação.

## Classificação da corrida

### Pré-classificação
| Pos. | Nº | Piloto             | Construtor        | Tempo    | Dif.    |
| ---- | -- | ------------------ | ----------------- | -------- | ------- |
| 1    | 22 | J .J. Lehto        | Dallara-Judd      | 1:24.825 | —       |
| 2    | 33 | Andrea de Cesaris  | Jordan-Ford       | 1:25.508 | + 0.683 |
| 3    | 21 | Emanuele Pirro     | Dallara-Judd      | 1:25.726 | + 0.901 |
| 4    | 32 | Bertrand Gachot    | Jordan-Ford       | 1:25.931 | + 1.106 |
| 5    | 14 | Olivier Grouillard | Fondmetal-Ford    | 1:26.299 | + 1.474 |
| 6    | 34 | Nicola Larini      | Lambo-Lamborghini | 1:28.042 | + 3.217 |
| 7    | 35 | Eric van de Poele  | Lambo-Lamborghini | 1:28.827 | + 4.002 |
| 8    | 31 | Pedro Chaves       | Coloni-Ford       | 1:29.735 | + 4.910 |

### Treinos
| Pos.    | Nº | Piloto            | Construtor         | Q1       | Q2       | Dif.    |
| ------- | -- | ----------------- | ------------------ | -------- | -------- | ------- |
| 1       | 5  | Nigel Mansell     | Williams-Renault   | 1:22.644 | 1:20.939 | –       |
| 2       | 1  | Ayrton Senna      | McLaren-Honda      | 1:23.277 | 1:21.618 | + 0.679 |
| 3       | 6  | Riccardo Patrese  | Williams-Renault   | 1:23.436 | 1:22.109 | + 1.170 |
| 4       | 2  | Gerhard Berger    | McLaren-Honda      | 1:23.045 | 1:22.476 | + 1.537 |
| 5       | 27 | Alain Prost       | Ferrari            | 1:24.726 | 1:22.478 | + 1.539 |
| 6       | 28 | Jean Alesi        | Ferrari            | 1:24.520 | 1:22.881 | + 1.942 |
| 7       | 19 | Roberto Moreno    | Benetton-Ford      | 1:25.715 | 1:23.265 | + 2.326 |
| 8       | 20 | Nelson Piquet     | Benetton-Ford      | 1:25.107 | 1:23.626 | + 2.687 |
| 9       | 15 | Maurício Gugelmin | Leyton House-Ilmor | 1:25.834 | 1:24.044 | + 3.105 |
| 10      | 4  | Stefano Modena    | Tyrrell-Honda      | 1:24.925 | 1:24.069 | + 3.130 |
| 11      | 22 | J. J. Lehto       | Dallara-Judd       | 1:24.997 | 1:24.141 | + 3.202 |
| 12      | 8  | Mark Blundell     | Brabham-Yamaha     | 1:26.117 | 1:24.165 | + 3.226 |
| 13      | 33 | Andrea de Cesaris | Jordan-Ford        | 1:24.169 | 1:24.319 | + 3.230 |
| 14      | 7  | Martin Brundle    | Brabham-Yamaha     | 1:25.803 | 1:24.345 | + 3.406 |
| 15      | 3  | Satoru Nakajima   | Tyrrell-Honda      | 1:26.229 | 1:24.560 | + 3.621 |
| 16      | 16 | Ivan Capelli      | Leyton House-Ilmor | 1:25.951 | 1:24.587 | + 3.648 |
| 17      | 32 | Bertrand Gachot   | Jordan-Ford        | 1:25.323 | 1:24.592 | + 3.653 |
| 18      | 21 | Emanuele Pirro    | Dallara-Judd       | 1:25.136 | 1:24.654 | + 3.715 |
| 19      | 25 | Thierry Boutsen   | Ligier-Lamborghini | 1:25.530 | 1:25.174 | + 4.235 |
| 20      | 24 | Gianni Morbidelli | Minardi-Ferrari    | 1:27.367 | 1:25.222 | + 4.283 |
| 21      | 29 | Eric Bernard      | Lola-Ford          | 1:26.235 | 1:25.537 | + 4.598 |
| 22      | 30 | Aguri Suzuki      | Lola-Ford          | 1:26.438 | 1:25.583 | + 4.644 |
| 23      | 23 | Pierluigi Martini | Minardi-Ferrari    | 1:27.279 | 1:25.583 | + 4.644 |
| 24      | 12 | Johnny Herbert    | Lotus-Judd         | 1:27.207 | 1:25.689 | + 4.750 |
| 25      | 11 | Mika Häkkinen     | Lotus-Judd         | 1:26.936 | 1:25.872 | + 4.933 |
| 26      | 9  | Michele Alboreto  | Footwork-Ford      | 1:27.193 | 1:26.192 | + 5.253 |
| 27      | 26 | Erik Comas        | Ligier-Lamborghini | 1:26.486 | 1:26.392 | + 5.453 |
| 28      | 10 | Stefan Johansson  | Footwork-Ford      | 1:28.204 | 1:26.544 | + 5.605 |
| 29      | 18 | Fabrizio Barbazza | AGS-Ford           | 1:31.697 | 1:28.122 | + 7.183 |
| 30      | 17 | Gabriele Tarquini | AGS-Ford           | 1:31.130 | 1:28.136 | + 7.197 |
| Fontes: |    |                   |                    |          |          |         |

### Corrida
| Pos.    | Nº | Piloto             | Construtor         | Voltas              | Tempo/Diferença      | Grid                | Pontos              |
| ------- | -- | ------------------ | ------------------ | ------------------- | -------------------- | ------------------- | ------------------- |
| 1       | 5  | Nigel Mansell      | Williams-Renault   | 59                  | 1:27:35.479          | 1                   | 10                  |
| 2       | 2  | Gerhard Berger     | McLaren-Honda      | 59                  | + 42.293             | 4                   | 6                   |
| 3       | 27 | Alain Prost        | Ferrari            | 59                  | + 1:00.150           | 5                   | 4                   |
| 4       | 1  | Ayrton Senna       | McLaren-Honda      | 58                  | Pane seca            | 2                   | 3                   |
| 5       | 20 | Nelson Piquet      | Benetton-Ford      | 58                  | + 1 volta            | 8                   | 2                   |
| 6       | 32 | Bertrand Gachot    | Jordan-Ford        | 58                  | + 1 volta            | 17                  | 1                   |
| 7       | 4  | Stefano Modena     | Tyrrell-Honda      | 58                  | + 1 volta            | 10                  |                     |
| 8       | 3  | Satoru Nakajima    | Tyrrell-Honda      | 58                  | + 1 volta            | 15                  |                     |
| 9       | 23 | Pierluigi Martini  | Minardi-Ferrari    | 58                  | + 1 volta            | 23                  |                     |
| 10      | 21 | Emanuele Pirro     | Dallara-Judd       | 57                  | + 2 voltas           | 18                  |                     |
| 11      | 24 | Gianni Morbidelli  | Minardi-Ferrari    | 57                  | + 2 voltas           | 20                  |                     |
| 12      | 11 | Mika Häkkinen      | Lotus-Judd         | 57                  | + 2 voltas           | 25                  |                     |
| 13      | 22 | J .J. Lehto        | Dallara-Judd       | 56                  | + 3 voltas           | 11                  |                     |
| 14      | 12 | Johnny Herbert     | Lotus-Judd         | 55                  | Pressão do óleo      | 24                  |                     |
| Ret     | 8  | Mark Blundell      | Brabham-Yamaha     | 52                  | Motor                | 12                  |                     |
| Ret     | 33 | Andrea de Cesaris  | Jordan-Ford        | 41                  | Rodou                | 13                  |                     |
| Ret     | 28 | Jean Alesi         | Ferrari            | 31                  | Colisão              | 6                   |                     |
| Ret     | 30 | Aguri Suzuki       | Lola-Ford          | 29                  | Colisão              | 22                  |                     |
| Ret     | 25 | Thierry Boutsen    | Ligier-Lamborghini | 29                  | Motor                | 19                  |                     |
| Ret     | 7  | Martin Brundle     | Brabham-Yamaha     | 28                  | Regulador de pressão | 14                  |                     |
| Ret     | 9  | Michele Alboreto   | Footwork-Ford      | 25                  | Transmissão          | 26                  |                     |
| Ret     | 15 | Maurício Gugelmin  | Leyton House-Ilmor | 24                  | Chassis              | 9                   |                     |
| Ret     | 19 | Roberto Moreno     | Benetton-Ford      | 21                  | Câmbio               | 7                   |                     |
| Ret     | 29 | Eric Bernard       | Lola-Ford          | 21                  | Transmissão          | 21                  |                     |
| Ret     | 16 | Ivan Capelli       | Leyton House-Ilmor | 16                  | Rodou                | 16                  |                     |
| Ret     | 6  | Riccardo Patrese   | Williams-Renault   | 1                   | Colisão              | 3                   |                     |
| DNQ     | 26 | Erik Comas         | Ligier-Lamborghini | Não qualificado     | Não qualificado      | Não qualificado     | Não qualificado     |
| DNQ     | 10 | Stefan Johansson   | Footwork-Ford      | Não qualificado     | Não qualificado      | Não qualificado     | Não qualificado     |
| DNQ     | 18 | Fabrizio Barbazza  | AGS-Ford           | Não qualificado     | Não qualificado      | Não qualificado     | Não qualificado     |
| DNQ     | 17 | Gabriele Tarquini  | AGS-Ford           | Não qualificado     | Não qualificado      | Não qualificado     | Não qualificado     |
| DNPQ    | 14 | Olivier Grouillard | Fondmetal-Ford     | Não pré-qualificado | Não pré-qualificado  | Não pré-qualificado | Não pré-qualificado |
| DNPQ    | 34 | Nicola Larini      | Lambo-Lamborghini  | Não pré-qualificado | Não pré-qualificado  | Não pré-qualificado | Não pré-qualificado |
| DNPQ    | 35 | Eric Van de Poele  | Lambo-Lamborghini  | Não pré-qualificado | Não pré-qualificado  | Não pré-qualificado | Não pré-qualificado |
| DNPQ    | 31 | Pedro Chaves       | Coloni-Ford        | Não pré-qualificado | Não pré-qualificado  | Não pré-qualificado | Não pré-qualificado |
| Fontes: |    |                    |                    |                     |                      |                     |                     |

## Tabela do campeonato após a corrida
| Pos.    | Piloto           | Pontos |
| ------- | ---------------- | ------ |
| 1       | Ayrton Senna     | 51     |
| 2       | Nigel Mansell    | 33     |
| 3       | Riccardo Patrese | 22     |
| 4       | Alain Prost      | 21     |
| 5       | Nelson Piquet    | 18     |
| Fontes: |                  |        |

| Pos.    | Equipe           | Pontos |
| ------- | ---------------- | ------ |
| 1       | McLaren-Honda    | 67     |
| 2       | Williams-Renault | 55     |
| 3       | Ferrari          | 29     |
| 4       | Benetton-Ford    | 23     |
| 5       | Tyrrell-Honda    | 11     |
| Fontes: |                  |        |

- Nota: Somente as primeiras cinco posições estão listadas.